# Le avventure del piccolo tostapane
Le avventure del piccolo tostapane (The Brave Little Toaster), noto anche col titolo Piccolo tostapane, è un film d'animazione televisivo del 1987 diretto da Jerry Rees. Basato sul racconto del 1980 Il bravo piccolo tostapane. Una favola per elettrodomestici di Thomas M. Disch, il film vede come protagonisti nel cast vocale originale Deanna Oliver, Timothy E. Day, Jon Lovitz, Tim Stack e Thurl Ravenscroft. È ambientato in un mondo in cui gli elettrodomestici e altri dispositivi elettronici di consumo prendono vita, fingendo di essere senza vita in presenza degli esseri umani. La storia si concentra su un tostapane, una lampada, una coperta, una radio e un aspirapolvere che vanno alla ricerca del loro proprietario.
Il film è stato prodotto da Hyperion Pictures e The Kushner-Locke Company. Nella produzione furono coinvolti molti diplomati della CalArts, inclusi i membri originali della Pixar. I diritti del racconto furono acquisiti dalla The Walt Disney Studios nel 1982. John Lasseter, allora impiegato alla Disney, voleva realizzare un film animato al computer basato su di esso, ma la proposta venne rifiutata. Sebbene non abbia trovato una distribuzione cinematografica e sia stato trasmesso direttamente su Disney Channel il 27 febbraio 1988, Le avventure del piccolo tostapane ricevette recensioni positive e divenne un piccolo cult. Ricevette due sequel, Il piccolo tostapane va a scuola (1997) e Il piccolo tostapane va su Marte (1998).

## Trama
Toaster è il capo di una banda di elettrodomestici composta da una radio, una lampada di nome "Lampy", una coperta elettrica di nome "Blanky" e un aspirapolvere di nome "Kirby" che appartengono al loro "padrone"; un ragazzo di nome Rob. Aspettano ogni giorno al cottage di Rob il suo ritorno con un crescente senso di abbandono. Il secondo giorno di Luglio, gli elettrodomestici sono devastati nell'apprendere che un agente immobiliare sta vendendo la casa. Non volendo accettare il fatto che il Maestro li avrebbe abbandonati, Toaster decide che il gruppo deve uscire e trovare Rob. Gli apparecchi collegano una batteria dell'auto a una sedia da ufficio tirata da Kirby e si lanciano nel mondo seguendo il segnale radio trasmesso dalla città in cui Rob si è trasferito.

## Produzione
Molti laureati della CalArts, inclusi personaggi importanti del Rinascimento Disney e i membri originali della Pixar Animation Studios, sono stati coinvolti in questo film.
Il regista Jerry Rees ha descritto che il messaggio principale del film è: "cosa si prova ad essere un apparecchio, che si sente bene quando sei utile e ad aiutare le persone..."? Ha anche spiegato che i temi del film includevano "la paura di essere abbandonati e il desiderio di ricongiungersi con qualcuno che ami..." - le forze opposte di sentirsi inutili e la gioia della redenzione. Un'altra nozione importante era quella di "valutare le cose del passato e portarle... nel futuro", sia in termini di oggetti che di relazioni. Tutti i personaggi principali hanno personalità che sono colpi di scena unici sulle funzionalità degli apparecchi.
Blanky è una coperta di sicurezza elettrica ma non è sicura senza il suo proprietario, Lampy è mentalmente fioco, Kirby dovrebbe contenere tutto all'interno ma ha un esaurimento nervoso, Toaster è caloroso e riflessivo, quindi può facilmente entrare in empatia, e Radio è costantemente accesa e divertente. Ha la filosofia che nonostante siano inanimati, ognuno di loro simboleggiava le cose che effettivamente le persone provano. Come base per scrivere la storia, Rees ha pensato che i personaggi sarebbero stati felici solo se fossero stati usati dal Maestro. Di conseguenza, un aspetto importante del film riguarda gli oggetti inanimati che diventano vivi quando non li osservi.
A differenza di altri film dell'epoca, Le avventure del piccolo tostapane è stato in grado di includere contenuti oscuri, spaventosi, taglienti o audaci grazie al fatto di essere un film indipendente. Sono stati in grado di esplorare luoghi "non sarebbe divertente se" consentiti dalla Disney. Rifiutarono la falsa dicotomia di essere spinti o eccessivamente sinceri, invece incorporarono entrambi gli elementi poiché è così che funzionano le conversazioni reali.

## Distribuzione
Prodotto dalla Hyperion Pictures e distribuito dalla Walt Disney Pictures, venne presentato al Sundance Film Festival nel 1988. Venne distribuito solo nel 1991 in VHS negli Stati Uniti. In Italia è stato visto esclusivamente in televisione, venendo trasmesso per la prima volta il 27 giugno 1996 su Rai 3.
La prima del film è stata al Wadsworth Theatre di Los Angeles il 13 luglio 1987. Con l'aiuto del produttore, il film è stato presentato in anteprima in vari festival, tra cui la Los Angeles International Animation Celebration nel 1987 e il Sundance Film Festival nel 1988.
Anche se, a volte, si pensa che il film non sia stato distribuito nelle sale cinematografiche perché non è riuscito a trovare un distributore, in realtà il distributore cinematografico d'essai Skouras Pictures ha assunto i diritti di distribuzione per l'uscita cinematografica, e avrebbe fatto proiezioni serali, notando che il pubblico era perlopiù formato da studenti del college e adulti che bambini.
Disney, che aveva investito nei diritti di video e televisione, secondo Rees non voleva la concorrenza, quindi ha spostato la data di uscita e gli ha impedito di avere un successo finanziario nei cinema, costringendo Skouras a ritirare il loro accordo. Il film è stato presentato per la prima volta su Disney Channel il 27 febbraio 1988. Per compensare, Hyperion ha continuato il suo piano di far entrare nel film in vari festival, ed è riuscito a distribuire il film per un periodo limitato in alcune sale degli Stati Uniti, ad esempio è stato proiettato per due settimane al New York's Film Forum nel maggio 1989, e a Washington DC nel marzo 1990. Ciò contribuì a dare al film un grande seguito e il titolo come film di culto.
Rees pensa che la maggior parte delle persone abbia scoperto il film attraverso la diffusione su Disney Channel o attraverso le uscite in home video. Nel luglio 1991, Buena Vista Home video ha acquistato i diritti video nordamericani e ha distribuito il film in formato home video e LaserDisc attraverso la sua etichetta Walt Disney Home Video. Nel Regno Unito, l'edizione in VHS è stata distribuita da PolyGram Video anni novanta da Carlton Video negli anni duemila. L'edizione in VHS della Disney è stata ridistribuita dagli anni novanta in poi e ha goduto di popolarità nel noleggio. Il DVD è stato pubblicato nel settembre 2003, per allinearsi con il 15º anniversario del film. Nel Regno Unito, la Prism Leisure Corporation è stata responsabile della distribuzione.

## Accoglienza
Ha fatto la storia come il "primo film d'animazione mai esposto al Sundance", ed è rimasto l'unico fino all'uscita di Waking Life nel 2001.
Sebbene, durante il Sundance Film Festival, il gran premio della giuria sia stato assegnato a Heat and Sunlight di Rob Nilsson, prima della cerimonia di premiazione, Rees afferma che i giudici gli hanno detto che consideravano Le avventure del piccolo tostapane il miglior film ma non potevano assegnare il premio a un cartone animato poiché ritenevano che la gente non avrebbe preso il festival seriamente dopo.
Questo film è unico in quanto ha attirato una notevole quantità di talenti da fonti vecchie e nuove. Molti membri del cast e della troupe hanno avuto carriere di successo nel settore dell'animazione. Il co-sceneggiatore Joe Ranft è diventato supervisore alla sceneggiatura presso la Pixar, mentre gli animatori Glen Keane, Kirk Wise e Kevin Lima hanno continuato ad animare e co-dirigere film del "Rinascimento Disney", come La sirenetta, La bella e la bestia, Aladdin, Pocahontas, Il Gobbo di Notre-Dame e Tarzan. Keane avrebbe anche continuato a produrre il film d'animazione del 2010 Rapunzel - L'intreccio della torre. L'animatore degli effetti Mark Dindal ha diretto Le follie dell'imperatore e Chicken Little - Amici per le penne della Disney, così come il film della Warner Bros. Cats Don't Dance. Il disegnatore dei personaggi Rob Minkoff ha diretto Il re leone, Stuart Little - Un topolino in gamba, Stuart Little 2 e Mr. Peabody e Sherman. Dopo aver diretto il film Bella, bionda... e dice sempre sì nel 1991 senza successo, Jerry Rees ora dirige i film del parco a tema Disney. I doppiatori Jon Lovitz e Phil Hartman si sono fatti strada in serie animate come I Simpson. Molti hanno notato che questo film condivide somiglianze con il franchise di Toy Story, ideato da John Lasseter. Rees la vide come "l'evoluzione degli obiettivi degli oggetti inanimati".
Le avventure del piccolo tostapane ha avuto due sequel dieci anni dopo: Il piccolo tostapane va a scuola  (1997) e Il piccolo tostapane va su Marte (1998). Il secondo è basato sul sequel della storia di Disch, mentre il primo è una storia completamente nuova. Gran parte del cast si riunì, ma ci fu un nuovo regista e una nuova squadra. Rees notò che il film originale era fatto di puro amore e non pensato come un film per bambini o un prodotto, e che aveva sentito che il nuovo approccio era un'impresa più commerciale. Deanna Oliver sentiva che, nonostante Ramirez fosse un regista di talento che gestiva il franchise con cura, il progetto fosse molto forzato. Né Rees né Oliver hanno visto i sequel finiti. Waterman Entertainment ha pianificato un remake, ma non è mai stato prodotto.
Nonostante la sua uscita limitata, il seguito come film di culto ha visto il cast e la troupe ottenere un sostanziale riconoscimento in tutto il mondo. Rees ha ricordato una situazione in cui una persona che stava facendo un progetto online con lui gli ha inviato messaggi su IMDb, scoprendo il suo lavoro su Le avventure del piccolo tostapane e spiegando quanto profondamente il film lo avesse colpito a causa dell'insegnamento delle lezioni di vita. Ha apprezzato questa reazione genuina da parte di una persona reale. Oliver è andato alla cerimonia di schieramento in Afghanistan per suo figlio nel giugno 2010 e ha ricevuto una fan art da uno dei soldati. L'opinione generale tra le persone che hanno lavorato al film come Tom Wilhite e Donald Kushner è che l'originale è quello che ha avuto seguito ed è diventato film di culto a differenza dei sequel. Rees ha affermato che quando i suoi futuri amici della Pixar hanno visto il film, lo hanno apprezzato nonostante l'animazione a causa dei pesanti vincoli finanziari e temporali.

## Sequel
- Il piccolo tostapane va a scuola (The Brave Little Toaster to the Rescue), regia di Robert C. Ramirez (1997)
- Il piccolo tostapane va su Marte (The Brave Little Toaster Goes to Mars), regia di Robert C. Ramirez (1998)